# エドワード・フィッツアラン＝ハワード (第18代ノーフォーク公)
第18代ノーフォーク公爵エドワード・ウィリアム・フィッツアラン＝ハワード（英語: Edward William Fitzalan-Howard, 18th Duke of Norfolk, DL、1956年12月2日 - ）は、イギリスの貴族、政治家。
父が爵位を継承した1975年から自身が爵位を継承した2002年までアランデル伯爵（Earl of Arundel）の儀礼称号で称された。

## 経歴

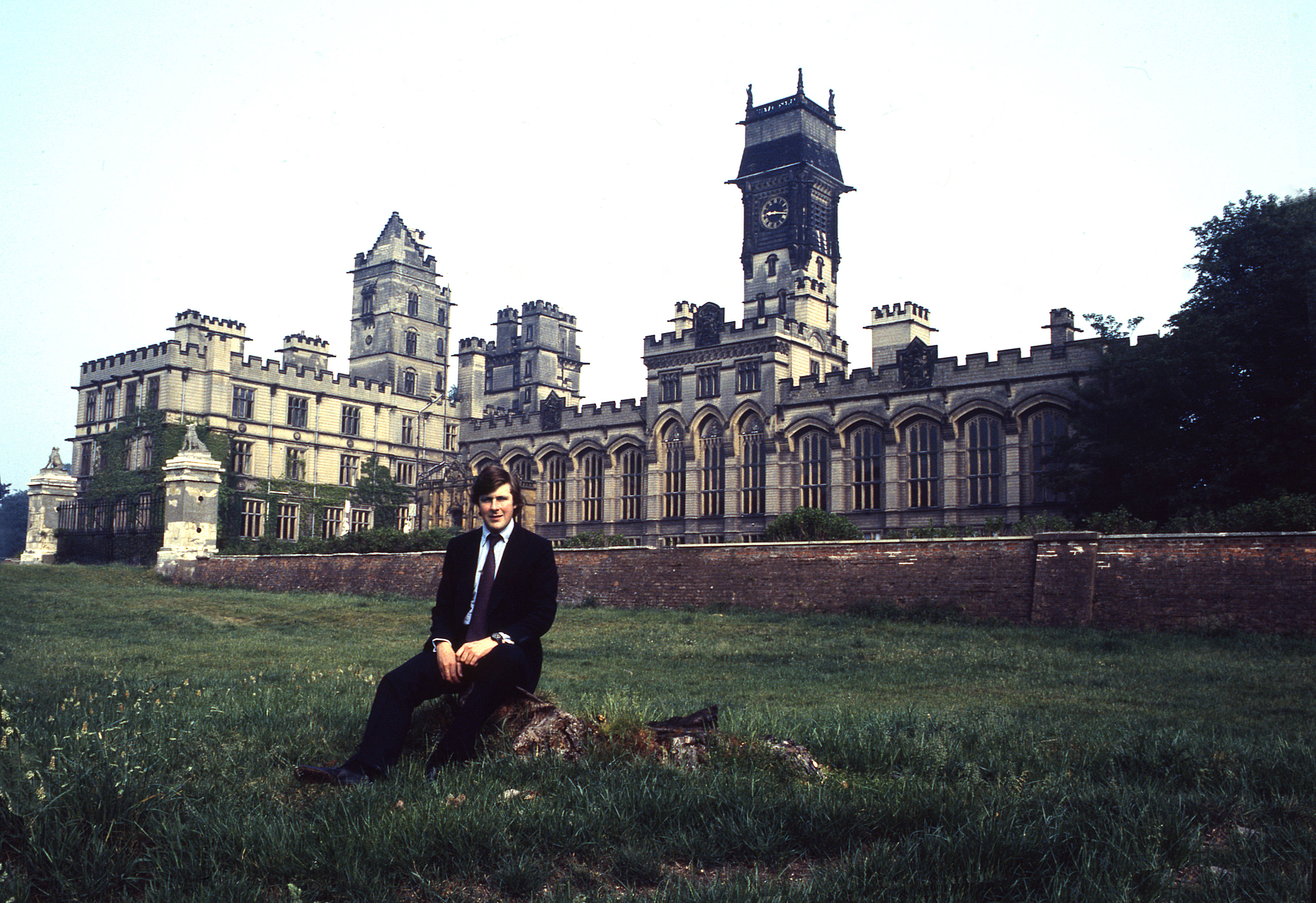
1981年のアランデル伯爵（後の第18代ノーフォーク公）。ノーフォーク公爵家のヨークシャーの邸宅カールトン・タワーズの前で撮影。

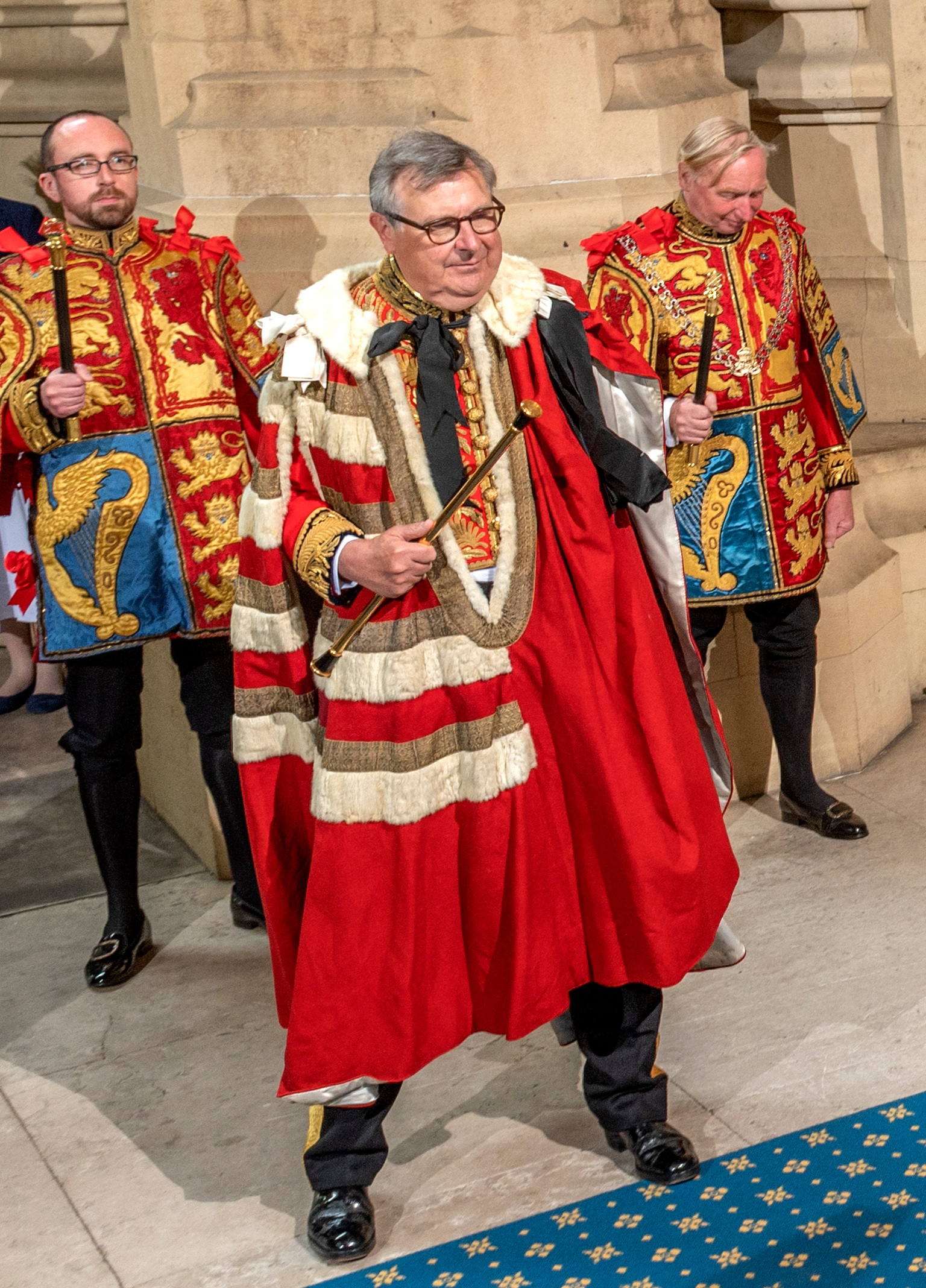
軍務伯としてのノーフォーク公（中央の人物。2022年ウェストミンスター宮殿ノーマンポーチ）

1956年12月2日、後に第17代ノーフォーク公爵となるマイルス・フィッツアラン＝ハワードとその妻アン・メアリー・テレサ（旧姓コンスタブル・マックスウェル）の長男として生まれる。
ローマ・カトリック系のインデペンデント・スクールアンプルフォース・カレッジを経て、オックスフォード大学リンカン・カレッジへ進学した。
1989年にはパークウッド・グループ株式会社(Parkwood Group Ltd)の会長(Chairman)を務めた。
2002年6月24日、第18代ノーフォーク公爵位を継承した。イギリス貴族院は1999年の貴族院改革で世襲貴族の議席が大幅に制限されていたが、軍務伯（ノーフォーク公爵家世襲職）は議席を保ち続けることになり、彼も爵位継承とともに貴族院議員に列した。貴族院内では無所属議員である。
ケンブリッジ大学セント・エドマンズ・カレッジの名誉フェローになっている。

## 栄典

### 爵位
2002年6月24日に父マイルス・フィッツアラン＝ハワードの死去により以下の爵位を継承した。
- 第18代ノーフォーク公爵　(18th Duke of Norfolk)
(1483年6月28日の勅許状によるイングランド貴族爵位)
- 第36代アランデル伯爵 (36th Earl of Arundel)
(1139年頃アランデル城所有によって創設されたイングランド貴族爵位)
- 第18代サリー伯爵 (18th Earl of Surrey)
(1483年6月28日の勅許状によるイングランド貴族爵位)
- 第16代ノーフォーク伯爵 (16th Earl of Norfolk)
(1644年6月6日の勅許状によるイングランド貴族爵位)
- 第13代バーモント男爵（英語版） (13th Baron Beaumont)
(1309年3月4日の議会招集令状（英語版）によるイングランド貴族爵位)
- 第26代マルトレイヴァース男爵 (26th Baron Maltravers)
(1330年6月5日の議会招集令状によるイングランド貴族爵位)
- 第16代フィッツアラン＝クラン＝オズワルデスタ男爵 (16th Baron FitzAlan, Clun and Oswaldestre)
(1627年の議会法によるイングランド貴族爵位)
- 第5代グロソップのハワード男爵 (5th Baron Howard of Glossop)
(1869年12月9日の勅許状による連合王国貴族爵位)

## 家族
1987年にジョージナ・ゴアと結婚し、彼女との間に以下の5子を儲けている。
- 第1子（長男）ヘンリー・マイルス・フィッツアラン＝ハワード（英語版）（1987年-） ： ノーフォーク公爵位の法定推定相続人。儀礼称号でアランデル伯爵。レーサー
- 第2子（長女）レイチェル・フィッツアラン＝ハワード（1989年-） ： 儀礼称号で嬢(Lady)
- 第3子（次男）トマス・フィッツアラン＝ハワード（1992年-） ： 儀礼称号で卿(Lord)
- 第4子（次女）イザベル・フィッツアラン＝ハワード（1994年-） ： 儀礼称号で嬢
- 第5子（三男）フィリップ・フィッツアラン＝ハワード（1996年-） ： 儀礼称号で卿

2011年4月には妻ジョージナと別居状態になったとマスコミに報じられた。